# Iwate (incrociatore)
L'Iwate è stato un incrociatore corazzato della Marina imperiale giapponese, appartenente alla classe Izumo e così chiamato in onore della città omonima. Fu varato dal cantiere navale di Armstrong Whitworth di Elswick nel settembre 1899, poiché all'epoca l'Impero giapponese non deteneva ancora ampie capacità cantieristiche.
Inserito nella 2ª Flotta, partecipò alla guerra russo-giapponese, combattendo sia nella battaglia del Mare del Giappone, sia nella decisiva battaglia di Tsushima. Fu poi distaccato nel 1915 e servì nelle acque del Mar Mediterraneo e dell'Oceano Indiano, senza tuttavia entrare in contatto con forze navali nemiche. A partire dal primo dopoguerra fu riassegnato come nave da difesa costiera e nel corso degli anni venti e trenta effettuò viaggi in America, Europa e regioni dell'Oceano Pacifico con a bordo i cadetti di numerose classi licenziate dall'Accademia navale di Etajima: in questo periodo fu anche sbarcato parte dell'armamento principale e le macchine furono depotenziate e scambiate con modelli più recenti. Non ebbe alcuna parte nella seconda guerra mondiale e, declassato a nave addestramento, continuò a svolgere esercitazioni nelle acque nazionali, venendo dotato di armi contraeree. Danneggiato superficialmente nel marzo 1945 al largo di Kure, fu invece quasi colpito da tre bombe nella rada della città il 24 luglio che causarono numerose infiltrazioni: in ventiquattr'ore si allagò e affondò. L'incrociatore fu recuperato dalle acque basse e demolito nell'immediato dopoguerra.

## Caratteristiche
Lo Iwate costituiva assieme al gemello Izumo la classe omonima di incrociatori corazzati. Presentava una lunghezza alla linea di galleggiamento di 132,28 metri, una larghezza massima di 20,94 e un pescaggio di 7,37 metri. Il dislocamento a vuoto ammontava a 9 750 tonnellate e quello a pieno carico a 10 300 tonnellate.
L'armamento era articolato su gruppi di cannoni di vario tipo. In due torrette girevoli, una a prua e una a poppa, si trovavano due coppie di cannoni Type 41 da 203 mm lunghi 45 calibri, con una gittata di circa 18 000 metri. In casematte ricavate nelle murate o sul ponte di coperta erano installati su affusti singoli quattordici cannoni Type 41 da 152 mm, mentre dodici cannoni Type 41 da 76,2 mm erano distribuiti sulla sovrastruttura centrale e alle estremità dello scafo. Infine erano disponibili otto pezzi da 47 mm, sempre su affusti individuali, e quattro tubi lanciasiluri da 450 mm montati a coppie per sparare da entrambe le bordate. La corazzatura in acciaio era stata assai enfatizzata ed era spessa 152 mm per torri e casematte, 67 mm per il ponte di coperta e da 75 mm a 380 mm per la torre di comando. La cintura andava da 125 mm sulla fascia superiore a 175 mm per quella intermedia (zona della linea di galleggiamento), per diminuire infine a 88 mm sott'acqua; le barbette delle torri erano protette da lastre comprese tra i 100 mm e i 152 mm.
L'impianto macchine dell'unità era composto da 24 caldaie Kanpon ad alimentazione mista che davano potenza a due motori a movimento alternativo, a ciascuno dei quali era vincolato un albero motore con elica; in totale erano erogati 14 500 shp. I depositi di bordo avevano una capacità di 1 412 tonnellate di carbone e di 342 tonnellate di olio combustibile. L'equipaggio assegnato all'incrociatore ammontava a 672 tra ufficiali e marinai.

## Servizio operativo

### Varo e primi anni
L'incrociatore corazzato Iwate fu ordinato nell'anno fiscale edito per la Marina imperiale giapponese nel 1897. La sua chiglia fu impostata nel cantiere navale britannico di Armstrong Whitworth di Elswick (Inghilterra nordorientale) nel maggio 1898 e il varo avvenne il 19 settembre 1899; fu completato il 25 settembre 1900. Il 1º settembre 1900 era già divenuto comandante il capitano di vascello Hikohachi Yamada, che condusse in patria l'incrociatore: si fermò a Yokosuka, dove ricevette le ultime strumentazioni di bordo e fu registrato nella lista del naviglio in servizio il 18 maggio 1901. Il 6 luglio lo Iwate passò agli ordini del capitano di vascello Kunikane Taketomi.
L'8 febbraio 1904, al culmine delle tensioni diplomatiche con San Pietroburgo, l'Impero giapponese attaccò l'ancoraggio militare russo di Port Arthur, dando inizio al conflitto contro la Russia zarista. Lo Iwate, inquadrato nella formazione del viceammiraglio Kamimura Hikonojō (incrociatori corazzati Azuma, Tokiwa, Izumo, incrociatori protetti Naniwa, Takachiho), condusse periodici pattugliamenti del Mar del Giappone per tenere le forze navali russe imbottigliate a Port Arthur. Il mattino presto del 14 agosto, dopo essersi passate molto vicino nel corso della notte, la flotta nipponica e la squadra russa del contrammiraglio Nikolai Essen, salpata da Vladivostok, si avvistarono reciprocamente e iniziarono a combattere. Nella battaglia le salve nipponiche caddero con più precisione e l'incrociatore corazzato Rurik rimase gravemente danneggiato: alle 08:30, dopo essersi sganciato, Essen ne ordinò l'autoaffondamento e continuò per Valdivostok, sfuggendo alla caccia dei giapponesi. Lo Iwate, rimasto illeso, continuò la sua attività e il 12 gennaio 1905 passò al comando del capitano di vascello Reijirō Kawashima, per essere poi inquadrato come nave ammiraglia nella seconda squadra da battaglia (contrammiraglio Shimamura Hayao) della 2ª Flotta, a sua volta alle dipendenze della Flotta Combinata dell'ammiraglio Tōgō Heihachirō. Il 27 e 28 maggio partecipò alla decisiva battaglia di Tsushima, conclusasi con una grande vittoria giapponese che spinse la Russia a intavolare trattative poi sfociate nella pace di Portsmouth. Lo Iwate subì solo danni leggeri nel corso del serrato combattimento.

### Anni dieci e prima guerra mondiale

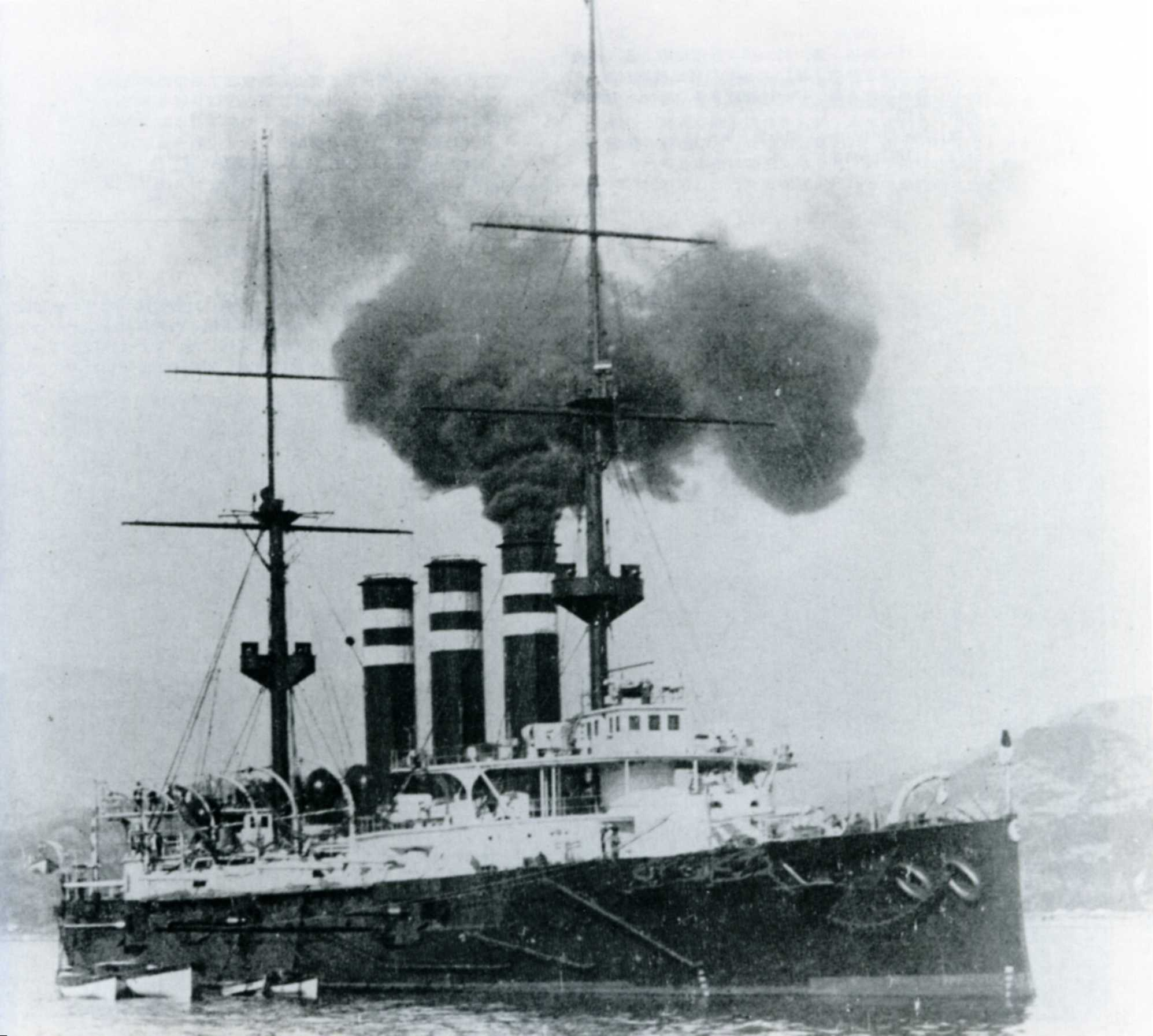
Lo Iwate a inizio XX secolo, appena consegnato al Giappone dai cantieri britannici

Negli anni seguenti alla fine del conflitto lo Iwate andò incontro a un periodo di attività ordinaria; passò in successione al comando dei capitani di vascello Gentarō Yamashita (2 febbraio 1906 - 22 novembre 1906), Ryokitsu Arima (22 novembre 1906 - 27 dicembre 1907), Ichirō Ishida (27 dicembre 1907 - 15 settembre 1908), Iwajirō Mano (15 settembre 1908 - 4 marzo 1909), Katsura Kitano (4 marzo 1909 - 1º dicembre 1910), Shuzō Matsuoka (1º dicembre 1910 - 23 maggio 1911), Matakichirō Hashimoto (23 maggio 1911 - 13 luglio 1912), Seigō Hara (13 luglio 1912 - 7 marzo 1913), Kujurō Yamaguchi (7 marzo 1913 - 24 maggio), Tsukenichi Uemura (24 maggio - 31 agosto), Kenji Ide (31 agosto - 1º dicembre), Kōki Hirose (1º dicembre 1913 - 27 ottobre 1914) ed Ei Yamaguchi. Nell'agosto 1914 l'Impero giapponese affiancò l'Intesa nella prima guerra mondiale e organizzò una forza navale da inviare nel Mar Mediterraneo: lo Iwate fu aggregato come nave ammiraglia di riserva e il 25 gennaio 1915 partì verso Occidente. In estate rientrò in patria e il 19 luglio passò agli ordini del capitano di vascello Saburo Hyakutake; poco dopo tornò a essere nave ammiraglia del secondo gruppo da battaglia della 2ª Flotta e guidò le altre unità a Tsingtao in Cina, da poco strappata all'Impero tedesco. Continuò poi per l'Oceano Indiano, dove spese il resto dell'anno nella scorta ai convogli alleati verso il canale di Suez.
Il 20 aprile 1916, dopo aver riguadagnato i porti nazionali, lo Iwate salpò da Yokosuka con lo Azuma in una crociera di addestramento verso il Sud-est asiatico e l'Australia: a bordo le due navi avevano infatti i cadetti della 43ª classe dell'Accademia navale. Il 22 agosto gettò nuovamente le àncore a Yokosuka e il 1º dicembre Shigetsugu Nakazato divenne comandante dell'incrociatore. Per il 1917 il servizio dello Iwate non è noto; riappare il 2 marzo 1918, quando partì da Yokosuka con l'incrociatore Asama per la crociera d'addestramento della 45ª classe. Tornò in porto il 6 luglio e il 15 agosto il comandante fu rimpiazzato dal capitano di vascello Jirō Tsukudo. Il 19 luglio 1919 fu presente all'11º rivista navale, svoltasi a Yokosuka alla presenza dell'imperatore Taishō. Il 20 novembre il capitano di vascello Yasuzo Torisaki divenne nuovo comandante dello Iwate.

### Anni venti e trenta
Il 21 agosto 1920 lo Iwate e lo Asama lasciarono Yokosuka per la crociera d'addestramento della 48ª classe, che si svolse nelle isole meridionali del Pacifico e in America meridionale; rientrato in patria il 2 aprile 1921, lo Iwate passò al comando di un ufficiale rimasto sconosciuto e il 1º settembre fu riclassificato come corazzata costiera di 1º classe. Il 20 novembre ebbe quindi un nuovo comandante nel capitano di vascello Ryokichi Odera, che fu a sua volta sostituito dal pari grado Kanjirō Hara il 15 aprile 1922. Il 26 giugno, accompagnato dallo Izumo e dallo Asama, portò in crociera d'addestramento la 50ª classe toccando Honolulu e Los Angeles, poi passò il Canale di Panama e si fermò a Rio de Janeiro (dove i giapponesi presenziarono al 100º anniversario della marina brasiliana), continuando in seguito per Buenos Aires, Città del Capo, Durban, Colombo, Singapore e infine Hong Kong. L'8 febbraio 1923 lo Iwate rientrò a Yokosuka e il 5 marzo passò al comando del capitano di vascello Mitsumasa Yonai; dal novembre all'aprile 1924 fu nuovamente impegnato, con lo Asama e lo Yakumo, in una crociera d'addestramento (51ª classe). Una volta tornato a Yokosuka, lo Iwate passò al capitano di vascello Saburo Yasumi e andò incontro a un completo riequipaggiamento della dotazione offensiva: fu riarmato con quattordici cannoni Type 41 da 152 mm L/40, otto pezzi Type 11 da 76,2 mm L/40 e un singolo Type 3 paricalibro in funzione contraerea. Il 10 luglio 1925 il comando passò al capitano di vascello Kiyoshi Ishikawa e il 10 novembre salpò con a bordo la 53ª classe di cadetti, passando i mesi seguenti in Australia e nel Sud-est asiatico: nell'aprile 1926 si fermò a Yokosuka e in settembre passò agli ordini del capitano di vascello Kizo Isumi. Circa un anno dopo, a fine giugno, lo Iwate e lo Asama salparono con a bordo la 55ª classe, che condussero in crociera d'addestramento in Australia: dal 19 al 22 giugno fecero comunque tappa a Pearl Harbor. Tornato a Yokosuka a fine dicembre, per oltre un anno il servizio dello Iwate non è noto; si sa solo che il 10 dicembre 1928 il capitano di vascello Giichi Suzuki prese il comando dell'incrociatore. Il 1º luglio 1929 lo Iwate e lo Asama salparono da Yokosuka e portarono la 57ª classe in crociera d'addestramento nel Mar Mediterraneo, quindi tornarono in patria a fine dicembre.

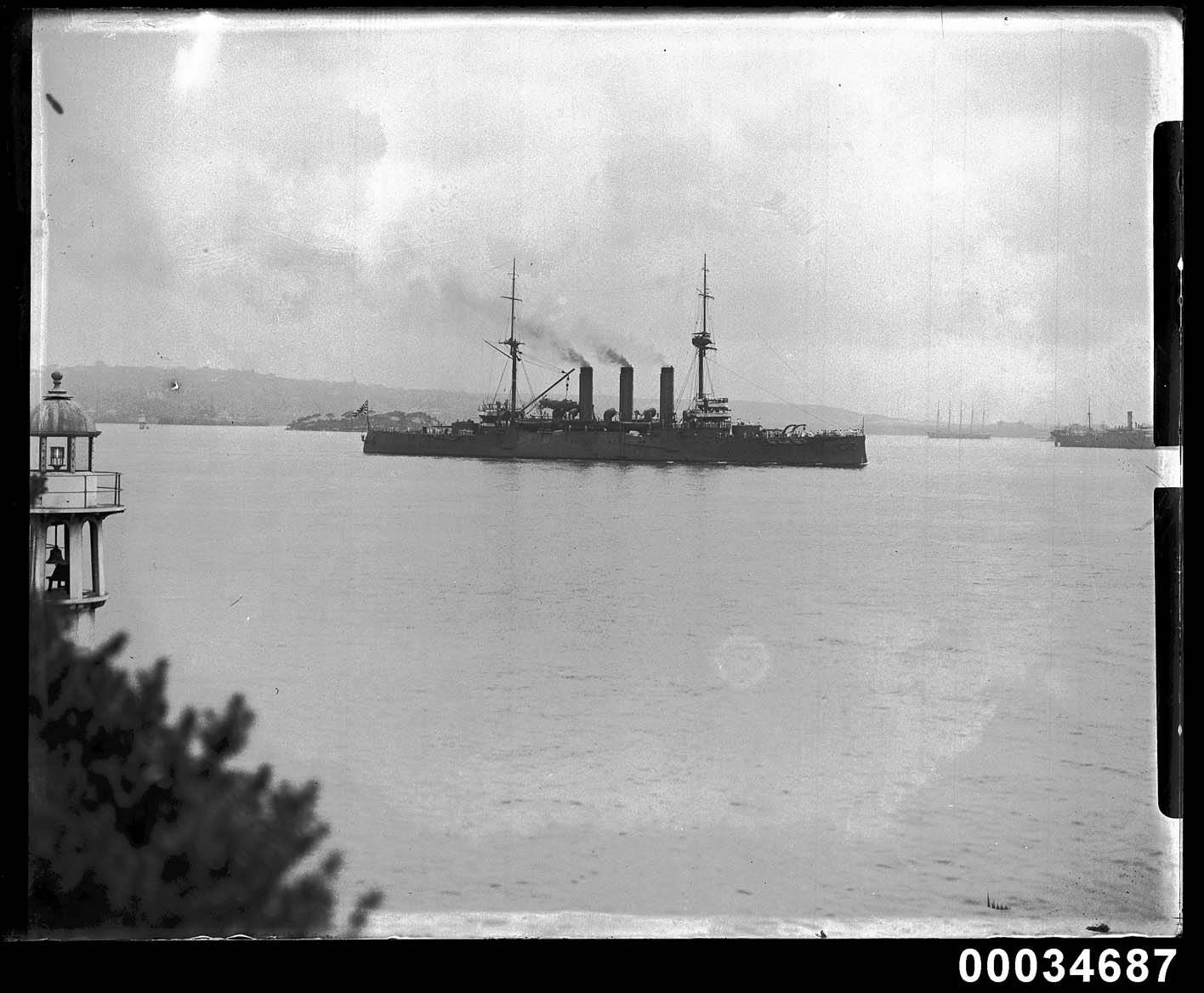
Lo Iwate all'àncora a Sydney, in Australia, negli anni venti

Nel corso del 1931 lo Iwate fu riclassificato come nave da difesa costiera e il suo apparato motore fu completamente cambiato: le ventiquattro caldaie originali furono rimpiazzate con sei più moderne caldaie Yarrow (il che fece cadere la velocità massima a 12 nodi). Il 1º aprile 1932, sempre seguito dallo Asama, partì alla volta della costa occidentale statunitense e dell'America centrale con a bordo i cadetti della 59ª classe. Ritornò a Yokosuka il 14 luglio e il 26 settembre passò agli ordini del capitano di vascello Kasuke Suzuki. Il 6 marzo 1933, con l'incrociatore corazzato Yakumo, iniziò la crociera d'addestramento della 60ª classe attraverso Suez e il Mediterraneo; rientrò in luglio, in agosto ebbe un nuovo comandante nel capitano di vascello Kiyoshi Hara e il 15 febbraio 1934, stavolta con lo Asama, partì da Yokosuka per crociera d'addestramento della 61ª classe, che si svolse nel Pacifico meridionale, quindi rientrò in patria in luglio: il 15 novembre passò agli ordini del capitano Seizō Yamada. Nel corso del 1935 non si ha quasi notizia dello Iwate e si sa soltanto che il 1º agosto fu trasferito con il gemello Izumo al 1º Squadrone d'addestramento. Nella seconda metà del 1936 condusse a termine la crociera della 63ª classe di cadetti assieme allo Yakumo lungo la costa orientale degli Stati Uniti e il 1º dicembre passò al comando del capitano di vascello Tadashige Daigō. Questi diresse la crociera d'addestramento della 64ª classe di nuovo nel Mediterraneo, che durò dal giugno al novembre 1937. Il 1º dicembre Daigō cedette il comando dello Iwate al capitano di vascello Shinichi Ichise che, nell'aprile 1938, fece rotta con lo Yakumo per i porti del Sud-est asiatico, dove fece la sua crociera d'addestramento la 65ª classe: essa durò tuttavia assai meno rispetto alle precedenti e il 29 giugno i due incrociatori erano rientrati già a Yokosuka, dove il 15 luglio lo Iwate passò al comando del capitano di vascello Tomiji Koyanagi. Dal 16 novembre 1938 al 28 gennaio 1939 gli stessi incrociatori completarono il viaggio addestrativo della 66ª classe (di nuovo nel Sud-est asiatico); quindi, rientrato a Yokosuka, lo Iwate fu all'inizio dell'anno sotto la responsabilità del capitano di vascello Kanki Iwagoe, già al comando dell'incrociatore pesante Nachi, per poi passare agli ordini del pari grado Masaki Ogata il 1º maggio. In ottobre e novembre lo Iwate e lo Yakumo furono coinvolti nella crociera della 67ª classe di cadetti a Pearl Harbor.

### La seconda guerra mondiale
Il 1º febbraio 1940 lo Iwate fu riassegnato alla 12ª Squadriglia della 3ª Flotta da supporto e il 10 novembre divenne la nave del capitano di vascello Noboru Owada, rimpiazzato il 6 gennaio 1941 dal pari grado Tsuneo Oka. Fu forse a cavallo tra 1940 e 1941 che fu trasferito con il suo reparto alla Flotta dell'Area cinese con mansioni di pattugliamento. In dicembre, dopo lunghe ma inconcludenti trattative e una meticolosa preparazione militare, l'Impero giapponese dette avvio alle ostilità nel Pacifico e in Asia con l'attacco di Pearl Harbor e simultanei attacchi in Malaysia, su Guam, nelle Filippine. Lo Iwate, ormai troppo obsoleto, rimase nelle acque nazionali; tuttavia il 1º luglio 1942 fu riclassificato come incrociatore di prima classe/incrociatore pesante. Cambiò tre comandanti nel corso del 1942 (Takeshi Matsumoto, un ufficiale anonimo, Seiroku Murayama) e due nel 1943 (Matsumori Inose, Kenshirō Ōishi), durante il quale ultimo anno fu nuovamente posto nella categoria delle navi da addestramento. In un momento imprecisato fu inoltre equipaggiato con una decina di cannoni contraerei Type 96 da 25 mm L/60.
In generale l'attività dello Iwate fu confinata ai porti giapponesi e non fu coinvolto in nessuna operazione militare tra 1941 e 1944. Il 19 marzo 1945 fu però vittima di un massiccio attacco lanciato dalle portaerei della Task force 58 statunitense su Kure; lo Iwate aveva lasciato da poco l'arsenale per condurre pratiche di tiro nel Canale di Bungo quando fu preso di mira da alcuni Grumman TBF Avenger: gli aerei mitragliarono la coperta dell'incrociatore e tre bombe esplosero in acqua vicino allo scafo, uccidendo un marinaio con le schegge. Lo Iwate non subì comunque danni rilevanti, proseguì nei compiti assegnatigli e il 13 aprile 1945 passò agli ordini del capitano di vascello Takeo Shimizu.

### Affondamento e rottamazione
Il 24 luglio 1945 la componente aeronavale della Terza Flotta statunitense lanciò una pesante incursione su Kure e sulle numerose unità che vi si trovavano all'àncora, tra le quali lo Iwate ormeggiato dinanzi Etajima (34°14′N 132°30′E). L'incrociatore fu attaccato da quattro velivoli che lanciarono bombe a carica esplosiva maggiorata: tre ordigni detonarono a poca distanza dallo scafo e questa volta le forti detonazioni danneggiarono severamente l'opera viva. Molti rivetti delle vecchie piastre corazzate furono divelti e ben presto l'allagamento dei comparti interni si fece grave. Lo Iwate affondò di prua nelle acque basse della rada e poi si adagiò con l'intera chiglia sul fondale. Infine, il giorno seguente, si capovolse del tutto.
Il 30 novembre, due mesi dopo la fine ufficiale del conflitto mondiale, lo Iwate fu rimosso dai registri della Marina imperiale. Nel corso del 1946 e del 1947 lo scafo semiaffondato fu rimesso a galla, trainato a Harima e qui demolito dalla ditta Ishikawajima sotto supervisione americana.